# District de Greenville
Le district de Greenville est une subdivision du comté de Sinoe au Liberia. 
Les autres districts du Comté de Sinoe sont :
- Le district de Butaw ;
- Le district de Dugbe River ;
- Le district de Jaedae Jaedepo ;
- Le district de Juarzon ;
- Le district de Kpayan ;
- Le district de Pyneston.